# 多ノ郷駅
多ノ郷駅（おおのごうえき）は、高知県須崎市妙見町にある、四国旅客鉄道（JR四国）土讃線の駅である。駅番号はK17。特急列車は「あしずり」の一部（下りは9・11・13・15号の4本、上りは2・4号の2本）が停車する。

## 概要
1942年6月20日に多ノ郷信号場として開設した。1945年9月1日に一度は廃止されたものの、1946年7月10日に再度開設。1947年6月1日には駅に昇格した。須崎の新市街地の最寄りで、2013年3月16日のダイヤ改正で下り夕方、上り朝方にそれぞれ2本ずつ特急が臨時停車するようになり、2020年3月14日現在は下り夕方以降4本、上り朝方2本の計6本の停車となっている。また、2009年3月までは臨時特急「ウィークエンドエクスプレス高知」（下り1本）が停車する時期があった。
2014年から毎年9月に開催されている「ご当地キャラまつりin須崎」の会場の最寄駅になるため、開催当日は特急3往復（下りは南風3号まで、上りは12-17時までの間）が臨時停車する。かつては大阪セメント高知工場の専用線が延びており、セメントの原料である石灰石が斗賀野駅から輸送されてきていた。

## 歴史
- 1942年（昭和17年）6月20日：多ノ郷信号場として開設[4]。
- 1945年（昭和20年）9月1日：廃止[4]。
- 1946年（昭和21年）
  - 7月10日：再び多ノ郷信号場として開設[4]。
  - 12月21日 - 昭和南海地震発生。周辺が津波による被害を受ける[5]。
- 1947年（昭和22年）6月1日：駅に昇格し、多ノ郷駅となる[2]。
- 1984年（昭和59年）2月1日：荷物の取り扱いを廃止[4]。
- 1987年（昭和62年）4月1日：国鉄分割民営化により四国旅客鉄道・日本貨物鉄道の駅となる[4]。
- 1991年（平成3年）3月16日：土休日は駅員無配置となる[6]。
- 1992年（平成4年）10月1日：JR貨物の駅（貨物の取扱）が廃止[4]。同時に大阪セメント高知工場の専用線が運用終了[4]。
- 2009年（平成21年）3月14日：臨時特急「ウィークエンドエクスプレス高知」の設定がなくなる。
- 2010年（平成22年）9月1日：業務委託を廃止し、無人化[3][7]。
- 2013年（平成25年）3月16日：朝夕の通勤通学時に「南風」、「あしずり」上下4本が臨時停車[8]。

## 駅構造
相対式ホーム2面2線を有する地上駅。かつては駅は1面1線のホームしか存在しなかった。木造駅舎を有する。業務委託駅だったが、2010年9月に無人駅になった。ホーム間は跨線橋で移動する。
配線は従来の単線ホームから副線ホームを増設した1線スルー構造のようだが、信号設備を上下で使い分けているので、下り通過列車は分岐側を通過する。速度制限は下りが60km/h、上りが100km/hである。

### のりば
| のりば | 路線    | 方向 | 行先                           |
| ------ | ------- | ---- | ------------------------------ |
| 1      | ■土讃線 | 上り | 高知・土佐山田・高松・岡山方面 |
| 2      | ■土讃線 | 下り | 須崎・窪川・中村方面           |

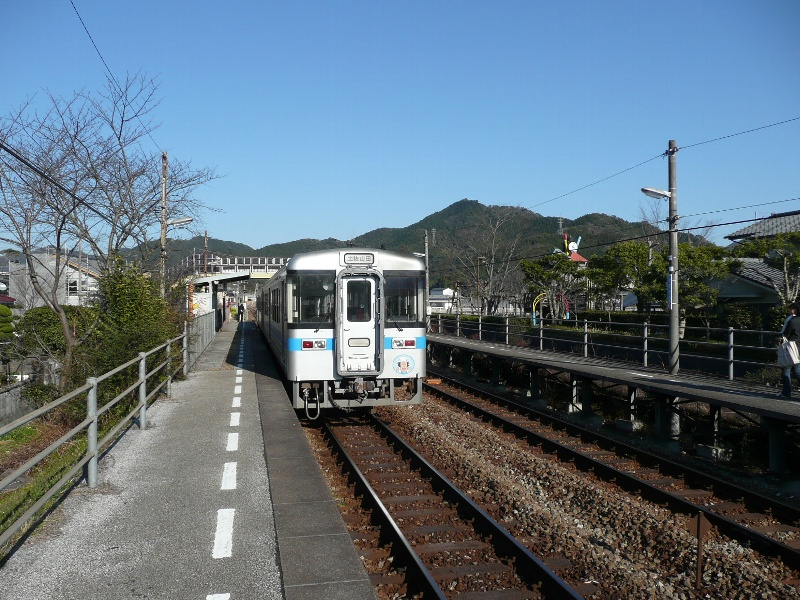
ホーム（2008年3月）

## 利用状況
| 1日乗降人員推移 | 1日乗降人員推移 |
| 年度            | 1日平均人数     |
| --------------- | --------------- |
| 2011年          | 434             |
| 2012年          | 440             |
| 2013年          | 466             |
| 2014年          | 462             |
| 2015年          | 492             |

## 駅周辺
- ホテルバンダガ（旧・須崎プリンスホテル）[10]
- 住友大阪セメント高知工場
- 須崎くろしお病院
- 須崎市立市民体育館多ノ郷体育センター
- 須崎道路
- 国道56号
- 高知県道284号野見港線
- 高知県道314号浦ノ内仏坂多ノ郷停車場線
- マルナカ 須崎店
- コーナン須崎店

## バス路線
| 運行事業者                        | （路線・）行先                 | 備考           |
| 多ノ郷駅前                        | 多ノ郷駅前                     | 多ノ郷駅前     |
| --------------------------------- | ------------------------------ | -------------- |
| 高知高陵交通                      | 梼原 矢井賀 須崎本社営業所     |                |
| 多ノ郷駅南広場前                  |                                |                |
| 須崎市営バス                      | 文化会館前 中ノ島              |                |
| 須崎西崎町                        |                                |                |
| 高知高陵交通                      | 須崎本社営業所 高岡西芝        |                |
| 高知西南交通 小田急ハイウェイバス | しまんとエクスプレス：新宿駅   | 夜行、季節運行 |
| 高知西南交通 近鉄バス             | しまんとブルーライナー：京都駅 | 夜行           |

## 隣の駅
四国旅客鉄道（JR四国）
■土讃線
- 特急「あしずり」一部停車駅

■普通
吾桑駅 (K16) - 多ノ郷駅 (K17) - 大間駅 (K18)